# 民工
民工，也称为农民工、外来工，政策和学术上多称作农业转移人口，指的是为了工作从农村移民到城市的人。“民工”是中國大陸改革開放前便出现的称谓，源自於九一八抗战时期中的民兵，被尊称为“民夫”、“民妇”，中华人民共和国（和平时期中）改稱为民工。早期民工工作时离土不离乡或短期离乡，而“农民工”称谓是由改革开放后，众多的农民进入城市后出现，农民工长期在城市里工作、生活，“外来工”则带有地方色彩，由农民工所在地的本地人对他们的称谓。

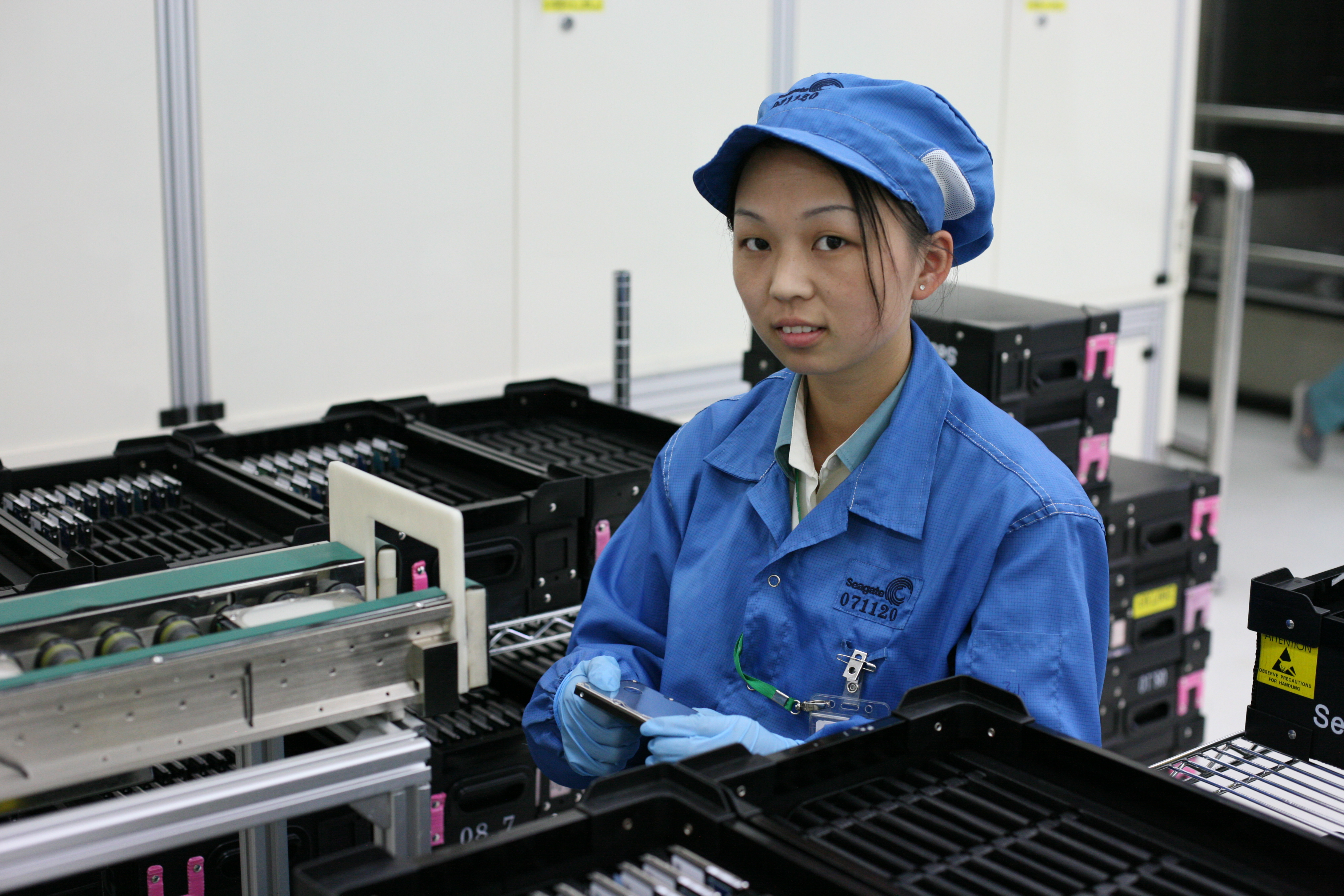
硬碟廠的藍衣农民工

## 名稱

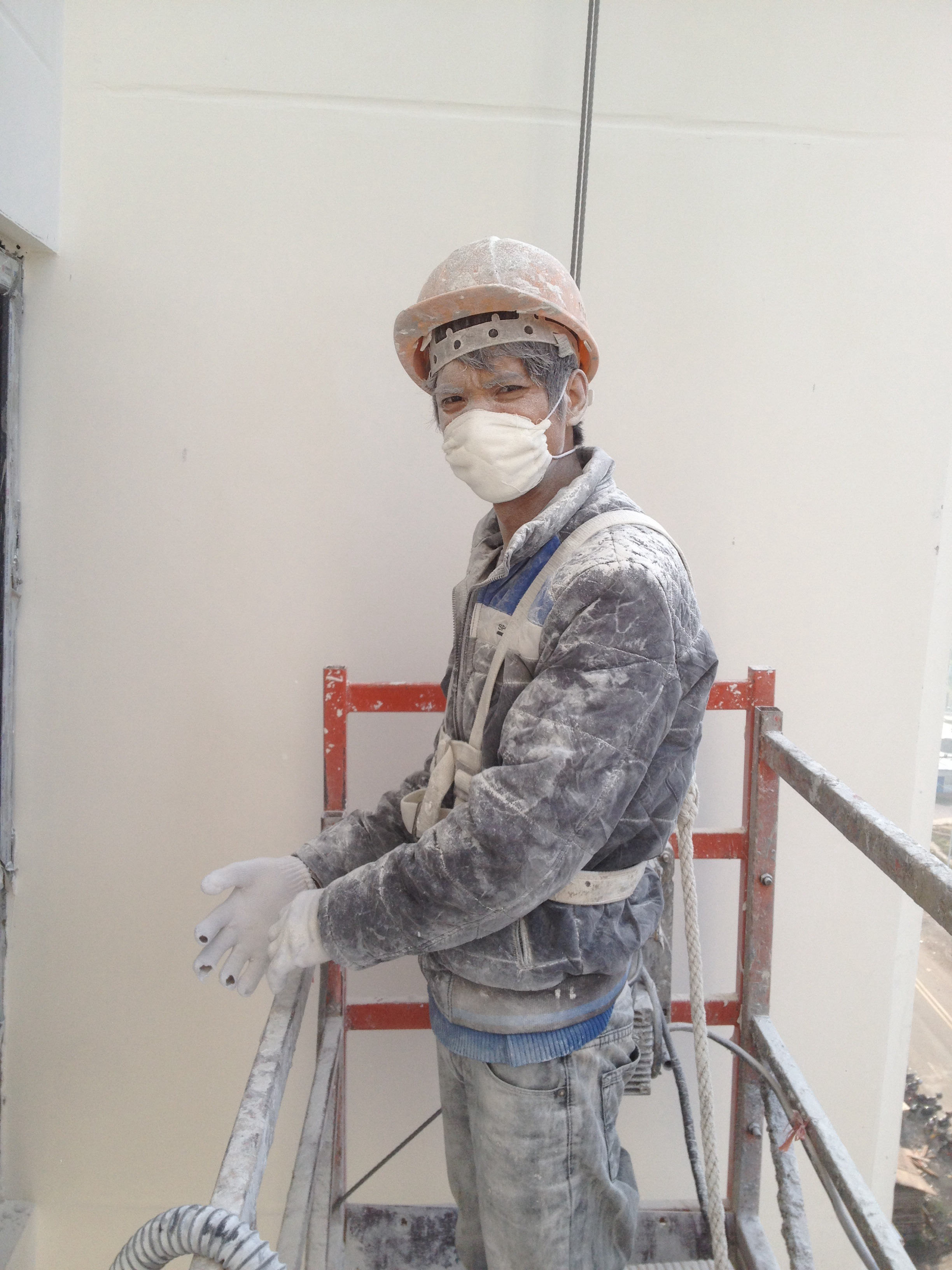
在建筑工地上的农民工

隨時代改變，民工又被狹義地稱為農民工、外來務工人員（外來工）、外地人，拥有着人数非常庞大、人员分布地广阔、民族众多、文化多样的群体无法准确被概括的现状，官方文件中指“转移农村剩余劳动力推进城市化建设”又称“流动人口”，农民工的身份地位介乎于在“农民”和“工人”两种“职业”身份和两种“阶级”身份的中间，其“公民”身份在城市里不被完整的确认，「宪法」及其它「法律」赋于公民的相关权利、公共服务和福利在农民工身上不被完整有效的保障。
- 農民工：泛稱所有在外打工的農村人。在中国大陸西南边境及东南沿海的城镇中，农民工尤以远在他乡的非本地人居多，外来务工人员大多来自中国大陸中部及西部等较之华南而言相对贫困的地区。农民工通常简称民工，是对进城务工农民的称谓，从1978年改革开放至今农民工人数已达2.6亿，擁有农业户口身份，由于中国大陆至今仍未废止二元户籍制度，理论上农民是应该无法自由重新选择户籍住地，在城市里没有非农业户籍，就不能分享所到城市的户籍市民拥有的福利，“农民工”成为这一制度之下特殊群体。
- 外來工、外来务工人员、外地人：户口不在本地而在本地工作的人。
- 打工仔：香港、澳门、广东民间对民工的俗称，在广东的农民工来自全国各地，“打工”一词在全国流传至今被广泛应用，随着公有企业改制，工人的福利待遇向私有企业看齐，中国大陆“工人”地位的下降，打工成为一种阶级身份象征。

## 概觀

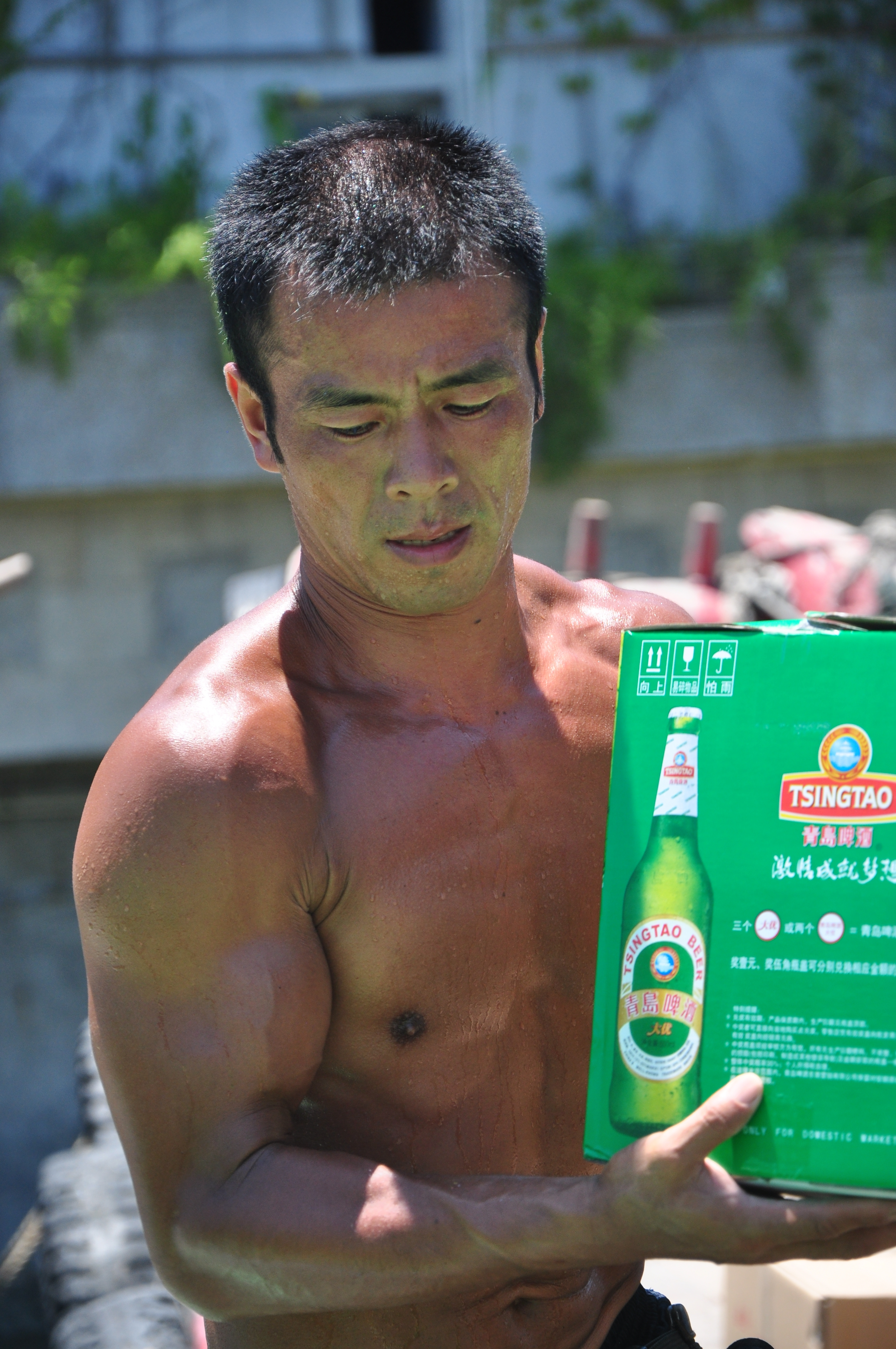
从事搬运工作的农民工

中国大陆改革开放后，沿海地区出现“全民经商”的现象，“全民经商”带来了“全民打工”；经商者为了致富，打工者为了挣钱；农民工的廉价劳动力，成为中国大陆招商引资的优势；生产廉价商品，成为企业发展的競争力。改革开放在农村实行家庭联产承包责任制，农民从计划经济中解放出来後，在城市经济重新腾飞前夕开始大量涌入城市才渐渐出现的。从全国来看，最开始的农民工主要以从事建筑业为主，接着就是製造業和服务业。改革开放以后农民工流动的规模在中国是史无前例的。流动迁徙的形式大致分为两类。一类是跨地区流动，随着沿海地区工商业的重新开始快速发展和对人力资源的一定需求，中西部地区的农民大量短期甚至长期迁移东部经济发达地区，这种人口流动也称为“民工潮”；另外一类流动则是农民就近流动到快速发展的本地城镇。
农民进城后，城市服务和管理模式滞后，出现偷窃、抢劫、黑社会等现象，1983年、1996年、2001年、2004年政府进行严打。农民工长期居住在城市里，工资收入与当地经济发展水平相比存在巨大差距，承受着贫富差距所带来的压力，工作环境和居住环境相对较差，受自身经济条件和工作条件制约，难以和家人生活在一起，不能照顾留在农村的老人和孩子（留守儿童），在城市里缺乏归属感。小孩在当地读高中不能在当地参加高考。所到城市的五險一金等市民享有的社会福利没有普遍覆盖农民工。大部份农民工属于未婚青年，为婚姻和恋爱问题担扰。部分农民工从事“小贩、乞讨、收破烂”和“偷窃、抢劫等活动”给当地人带来困扰，地方文化差异亦导致与当地人的关系处于紧张状态。农民工的迁移，使农村原有的社区被割裂，城市的社区遭到冲击，产生文化断裂和道德缺失现象。
他们普遍受教育水平较低，主要集中在中国大陆的私营企业、外资在华工厂、公有企业，在企业生产、加工、销售的一线区域从事体力劳动，行业包括建筑业、制造业、服务业，职业包括工厂工人、建筑工人、清洁工人、服务员、售货员、保姆、保安、小贩、个体工商户、理发师、司机、流浪乞讨人员等等，可能居住在工厂宿舍或在城市与农村相结合的城中村，或者就租住在十平方米左右的“单房”等。
中国大陸工会制度无助维护基层职工权益，中国大陆的企业普遍不同程度违反《劳动法》。他們往往是城市被僱傭者中工作条件相对最差、环境最苦、收入最低的群体；他们是贫富巨大差距的其中一类压力承受者，和城镇居民一样可能面对通货膨胀、教育、医疗、住房、养老等方面的压力，同时也是中国大陸产业工人中人数最大的群体。众多的青中年农民工进入城市，农村产生空巢老人和留守儿童，其中大部份农民工跨省外出打工，脱离农村原有的生活社区。文化差异、城市制度差异和思想观念差异，可能令到他们很难融入城市新的社区，遇到法律纠纷，生活矛盾，感情问题等可能会采用跳楼、跳桥、自杀等方式作不得已的维权，部份农民工亦成为城市的治安及刑事案件的制造者。农民工相对来看处在社会压力的最底层，可能成为社会矛盾的焦点，成为當局维护社会治安稳定打击和预防犯罪的主要防范对象。 

### 数据
2012年根据中华人民共和国国家统计局的数据表明，全国农民工总数达2.6亿人。关于农民工的相关数据的准确性存在争议，农民工的相关统计数据从“流出地”和“流入地”而来，农民工“流出地”的《外出就业登记卡》（2005年已经废止执行）没有普遍执行，“流入地”的《暂住证》（居住证）制度也没有普遍执行，《外出就业登记卡》和《暂住证》（居住证）制度往往成为地方街道办事处和村委会乱收费、捆绑其他收费的借口，阻碍了农民工主动办理证件的积极性，农民工的实际人数可能远远不止2.6亿。此外，中国大陆的“城镇人口失业率”和“城镇职工工资增长率”、“城镇居民收入”“城市人均GDP”这些与国家经济发展相关的重要衡量指标的数据统计把农民工排除在外。

### 大學生民工
大學生是否屬于民工，在中国大陸有争议。大学生在大学里是学生，毕业后属于社会人，大学生指拥有大学毕业证书的人，而民工是指拥有农业户口的人。大陆各地方人民政府通常都有引进人才的战略性地方法规，相对于低学历的农民工，大学生或持有大学以上学历的人在政策上有优待条件。
50、60后的第一代农民工用自己的汗水，养育了自己的下一代，80、90后的年青人，他们当中的一部分人成为大学生或受过更好的教育，和他们的父辈一样成为第二代农民工。第二代农民工走向社会，意味着第一代农民工已经完成“历史使命”，他们当中可能有极少部分人拥有可以在城市里生活的条件，可以选择留在城市里生活，更多的人则只有返回自己原来的农村，不過自00后的年青人因為已經習慣便捷跟五光十色的城市生活，即使受戶籍限制也未必願意回到貧窮的农村生活而滯留在城市。

#### 随迁家属民工
需要考虑到来自农村的大学生的随迁家属是可能更需被重视的群体，他们多数可能并无接受过高等教育亦属于普通农民，多数保留的是不同于本地市民群体的传统宗法、家庭等文化习惯。随迁城市群体由于家庭的年轻一辈接受过高等教育，当局若依此就正式给予家属市民资格以挽留可能需要的人力资源，更应该留意此类决策对城市社会可能产生的各种影响。

## 主要事件

### 民工荒
2011年8月25日，媒体报道珠海建筑工地，日薪250-350元（39-54美元）难觅农民工。中国大陆实行改革开放，农民工被當局和企业视为最具优势的競争力，两者长期以来只注重于招商引资，投资政策法规修订，基础设施建设，产业转型升级，企业内部的硬件改善、成本和销售控制。比如，2008年金融危机发生后，當局和企业以投资基础设施建设拉动国内市场需求，放弃、淘汰原有产业基础，投资其它产业；不注重于企业管理模式的改变、引进和创新，不注重于农民工的能力培养、素质提升及员工的福利改善和留任。随着80后、90后第二代农民工的出现，伴随着互联网信息的流通，人的自我权利意识的觉醒与提高，在面对企业管理模式滞后，存在官僚主义作风及人治管理现象，唯有选择“用脚投票”，在不同企业之间来回“跳槽”，形成“三角恋”的就业模式，以致于社会中间有一大批农民工长期处在“择业”的过程中，成为企业常年招不到工人的主要原因，媒体称为“民工荒”，农民工对工作的不重视，这其中夹杂着并且加深了社会对契约关系的不重视，人与人之间的市场交易关系斗然演变成向差的方向发展。

### 金融危机时期的大迁徙
2008年，东南沿海和长江三角洲地区的工业遭到了全球金融危机的严重冲击。大量失业民工生活困难返回原籍地，而一些中西部较发达的特大城市受全球金融危机冲击较小，且外商新一轮投资纷纷涌向诸如武汉长沙城市带、成渝地区等内陆较发达地区，出现了大量用工需求。一大部分在沿海地区务工的农民工纷纷涌向这些内陆发达城市，如武汉、成都，造成这些城市外来人口爆发性增加，明显改变了这些城市以本地、本省人为主的用工结构。甚至在西部精密制造业最发达的成都出现了大量来自东部地区如安徽籍、山东籍农民工前来务工，而最大的加工业城市重庆在2008-2009一年时间便涌入外省务工人口超过400万人，总计外来人口862万人，成为中国大陸外来人口第三多的城市，也是唯一一个中西部地区外来务工人员超过800万人的超大型流动人口聚居城市。这一现象对未来农民工的迁徙格局带来了深远影响。
民工回流潮起源于2008年下半年的金融危机时期，而大规模发生民工离开外出务工地返回原籍附近较发达的南方特大城市的情况出现于2009年底-2010年初。尤以2010年初浙江、广东等地严重的民工荒现象为代表。其原因在于三点，一为沿海地区受2008年金融危机打击较大，企业倒闭、拖欠工资现象严重，而内地企业多为内向型企业，受国际金融危机影响相对较小。二为沿海地区犯罪率和农民工聚集区治安状况较差，低于内地众多特大城市的平均标准，且大多数受雇于中小企业主的工人得不到社会福利保障，工伤事故率居高不下，而内陆特大城市的社会保障体系随着城市发展开始健全，工人开始注重这方面福利待遇。三则因为内地众多特大城市发展较快，如成都、重庆、武汉等南方内地核心特大城市无论是城市建设、特大型企业数量、福利待遇和生活水平已经和沿海特大城市相差无几，尤其重要的是底层操作工的工资待遇也与沿海城市处于同一水平线上，加之沿海加工企业和台资、外资劳动密集型企业逐渐内迁，而就业机会较多，众多民工选择前往内地的这些特大城市务工。而众多多年未到过这些内地特大城市的农民工在2008年被辞退后，在内地特大城市寻求工作时，也逐渐意识到这些离原籍地不远的特大城市在很多方面已经不输于沿海城市。

### 治安大案
- 2004年出现深圳砍手党事件。
- 2008年出现50万人滞留广州火车站。
- 2010年出现2010年深圳富士康跳楼事件。
- 2011年出现潮州群体暴力事件、广州增城群体暴力事件。
- 2012年出现中山沙溪群体聚集事件。
- 2013年出现北京机场爆炸事件。
- 2014年出现深圳女白领被害事件。

## 流向及就业地域分布
根据国家统计局《2011年我国农民工调查监测报告》，
- 2011年全国农民工总量达到2億5278万人，比上年增加1055万人，增长4.4%。
  - 外出跨省农民工1億5863万人，增加528万人增长3.4%。
    - 隻身外出跨省农民工1億2584万人，比上年增加320万人，增长2.6%
    - 举家外出跨省农民工3279万人，增加208万人增长6.8%

  - 本地农民工9415万人增加527万人，增长5.9%。

在中西部地区务工的农民工增长较快，中西部地区对农民工的吸纳能力进一步增强，从农民工的就业地区来看，2011年在东部地区务工的农民工16537万人，比上年增加324万人，增长2.0%，占农民工总量的65.4%，比上年降低1.5个百分点；在中部地区务工的农民工4438万人，比上年增加334万人，增长8.1%，占农民工总量的17.6%，比上年提高0.7个百分点；在西部地区务工的农民工4215万人，比上年增加370万人，增长9.6%，占农民工总量的16.7%，比上年提高0.8个百分点。分省看，就业地区主要分布在广东、浙江、江苏、山东等省，这4个省吸纳的农民工占到全国农民工总数的近一半。
在长三角和珠三角地区务工的农民工比重继续下降，在长三角地区务工的农民工为5828万人，比上年增加18万人，增长0.3%，在珠三角地区务工的农民工为5072万人，比上年增加7.4万人，增长0.1%，在长三角和珠三角地区务工的农民工增加数量和增幅均明显低于上年水平。在长三角和珠三角地区务工的农民工分别占全国农民工的23.1%和20.1%，分别比上年下降0.9和0.8个百分点。随着中西部地区的快速发展，东中西部地区农民工工资水平趋同，长三角和珠三角地区对农民工的就业吸引力在逐步下降。
跨省外出的农民工数量减少，农民工以跨省外出为主的格局改变在外出农民工中，在省内务工的农民工8390万人，比上年增加772万人，增长10.1%，占外出农民工总量的52.9%；在省外务工的农民工7473万人，比上年减少244万人，下降3.2%，占外出农民工总量的47.1%。在省内务工的比重比上年上升3.2个百分点。2011年，去省外务工人数减少，改变了多年来跨省外出农民工比重大于省内务工比重的格局。
外出农民工仍主要流向地级以上大中城市从外出农民工就业的地点看，在直辖市务工的占10.3%，在省会城市务工的占20.5%，在地级市务工的占33.9%，在地级以上大中城市务工的农民工比上年提高1.7个百分点。

## 现状

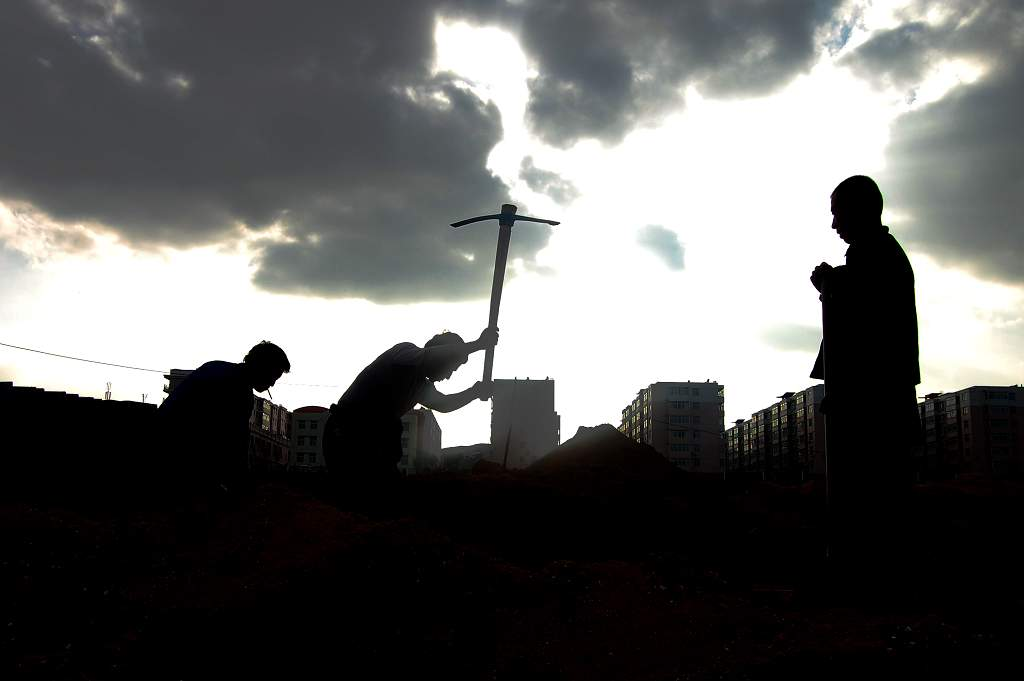
在建筑工地的农民工

据有关方面测算，2005年农民工数量估计1.5亿人，而到2007年底已经接近3亿。农民工主要分布于建筑业、采矿业、第三产业和其他产业链低端或劳动力密集型产业。沿海地区各个生产领域的产业工人均以农民工为主，农民工的提法从1990年代作为术语开始频繁出现，在此以前最常见的提法为民工。由于户籍制度、文化习惯等方面造成的就业、福利等差别化对待，农民工这个中国大陆城市最底层的阶层，有许多人处于非常艰难的生活和工作状况之中。中华人民共和国政府为此已经逐步采取措施，以统一城乡户籍制度，认为这将从根本上达成农民工的公平就业和待遇。農民工子女的教育問題亦尚未解決。因爲中國大陸現行的入學制度與戶籍制度掛鉤，農民工子女難以在父母工作的城市就讀，只能就讀城市的低質量農民工子弟學校，或回到家鄉上學，成爲留守兒童。
2014年7月30日，中华人民共和国国务院印发《关于进一步推进户籍制度改革的意见》，明确提出促进有能力在城镇稳定就业和生活的常住人口有序实现市民化，稳步推进城镇基本公共服务常住人口全覆盖，预计到2020年可以基本建立新型户籍制度，估计有1亿左右农业转移人口和其他常住人口得以入户城镇。
不过相对看，本身属于同类文化圈的城市周边乡郊农村住民就受忽视，政府征用农村土地予地产商发展，推动城市化同时农村可能缺乏过渡就变成城市的一部分，当地农村住民本身出路可能受到限制，而以大方向施政看，外来工更多指代是属于不同文化主体的异乡人士，本地农民问题就有可能排在外来民工（农民）问题后面，变相受到漠视。
相对而言农民是自己拥有土地可作为自身无打工之下自力更生的保底资源，而城市居民无法享有私人土地，相对看市民在资源占有只有城市户籍上的优势，以目前城市管治施政几近倾向优待由欠发达地区来发达城市务工的农民群体的状况看，未充分兼顾考虑当地无地市民利益而纯粹遵循上层下达宏观经济指标，而又无有效推动乡村与城市均衡发展尤其改善乡村基础设施配套与居民福利保障，當當局为消除受优质资源吸引而大量入城的民工的差别化待遇而将民工逐步纳入城市市民福利分配系统中，可能出现城市资源分配压力过大，可能挤压本身城市市民享有资源空间，拖低整体城市资源服务环境水准。户籍制度與醫療保險掛勾，医疗保险金支付渠道不畅通，部分農村打工者缺少对參与城镇医疗保险范筹的信心。
由于中国大陆现状是人口众多，就业问题成为头痛的问题，城市本身存在大量失业，农村劳动力特别是青壮年劳动力绝大多数处于闲置状态，加上城乡二元体制的分割，直至2005年为止，农民工的权益仍旧没有任何保障，由此引发的农民工问题自1990年代中期以后开始成为社会关注的热点。这一庞大的群体学者将其划为边缘人、弱势群体，绝大多数没有任何社会保障，没有中國國營养老保险、也没有中國医保，因工致伤、致残和致死的事故的基本人权都没有保障，甚至诸多黑心的企业、僱主恶意剋扣、拖欠和拒付农民工的工资，并已酿成社会问题。民间涌现诸多农民工维权斗士，媒体开始广泛关注农民工问题，政府开始注重考虑农民工问题。2005年2月7日，劳动和社会保障部发出《关于废止〈农村劳动力跨省流动就业管理暂行规定〉及有关配套文件的通知》，并由劳动和社会保障部《农民工维权手册》。温家宝担任总理以后开始关注这一问题，并开始整治恶意拖欠工资的僱主，2006年1月18日国务院推出了《关于解决农民工问题的若干意见》。
2015年後包括勞動合同法諸多勞方利益法規開始顯現效果，2011年起的深圳民工罷工潮透過數年時間蔓延全國農民工權益開始顯著改善，李克強上台後也將頑疾的農民工薪資拖欠問題作為重點嚴打，多重效果下央視許多調查節目發現2015年下半較富裕的沿海多省農民工已經擺脫傳統亂髒窮的形象，接近90%的沿海農民工能購買廉價的汽車開車上下班，許多人也使用三千多人民幣的高檔手機，月入萬元者很常見，夫妻一起出外打工一年回家時能帶回二三十萬元者占半數，許多民工只要肯吃苦收入已經超過管理他們的工頭甚至城市白領，但同一般上班族相比仍存在“五险一金”缴纳数额低或缺缴的问题。
中國大陸人力資源和社會保障部副部長邱小平，在2017年3月14日「大陸全國農民工工作暨家庭服務業工作電視電話會議」上指出，截至2016年底，中國大陸農民工總量達到2.82億人，較2015年底增加424萬人，其中外出農民工1.69億人，也較2015年底增加50萬人。他說，農民工勞動權益保障取得成效，全年共查處工資類違法案件32.3萬件，追發工資待遇人民幣350億6千萬元，欠薪案件和金額均較前一年下降。
另外，參加員工基本養老、基本醫療、失業、工傷保險的農民工分別達到5825萬人、4825萬人、4659萬人、7510萬人。除西藏外的各地共有11.8萬名符合條件的農民工隨遷子女在當地參加高考，較2015年增長47%。2017年農民工工作將以推進農民工市民化為目標，以新生代農民工為重點對象，積極促進農民工就業創業，維護農民工勞動保障權益，推動農民工逐步實現平等享受城鎮基本公共服務和在城鎮落戶。
中國大陸國家統計局2017年4月28日表示，2016年中國大陸農民工總量達到2億8171萬人，年增424萬人，成長1.5%，增速比2015年加快0.2個百分點。根據大陸「2016年農民工監測調查報告」，2016年本地農民工達1億1237萬人，比2015年成長3.4%，增速比2015年加快0.7個百分點；外出農民工則為1億6934萬人，比2015年增加50萬人，成長0.3%，增速較2015年下滑0.1個百分點。
統計數據顯示，農民工仍以青壯年為主，但所佔比重繼續下降，農民工平均年齡不斷提高。從平均年齡看，2016年農民工平均年齡為39歲，比2015年提高0.4歲。從年齡結構來看，40歲以下農民工所佔比重為53.9%，比2015年下降1.3個百分點；50歲以上農民工所佔比重為19.2% ，比上年提高1.3個百分點。
2022年，全国农民工总量29562万人，比上年增加311万人，增长1.1%。年末在城镇居住的进城农民工13256万人。
| 農民工年齡構成 | 農民工年齡構成 | 農民工年齡構成 | 農民工年齡構成 | 農民工年齡構成 | 農民工年齡構成 |
| -------------- | -------------- | -------------- | -------------- | -------------- | -------------- |
| 年龄组         | 2018年         | 2019年         | 2020年         | 2021年         | 2022年         |
| 年龄组         | （單位：%）    |                |                |                |                |
| 16-20岁        | 2.4            | 2.0            | 1.6            | 1.6            | 1.3            |
| 21-30岁        | 25.2           | 23.1           | 21.1           | 19.6           | 18.5           |
| 31-40岁        | 24.5           | 25.5           | 26.7           | 27.0           | 27.2           |
| 41-50岁        | 25.5           | 24.8           | 24.2           | 24.5           | 23.8           |
| 50岁以上       | 22.4           | 24.6           | 26.4           | 27.3           | 29.2           |

| 农民工就业行业分布情况（單位：%） | 农民工就业行业分布情况（單位：%） | 农民工就业行业分布情况（單位：%） | 农民工就业行业分布情况（單位：%） |
| --------------------------------- | --------------------------------- | --------------------------------- | --------------------------------- |
| 行业                              | 2021年                            | 2022年                            | 增加                              |
| 第一产业                          | 0.5                               | 0.5                               | 0.0                               |
| 第二产业                          | 48.6                              | 47.8                              | -0.8                              |
| 其中：制造业                      | 27.1                              | 27.4                              | 0.3                               |
| 建筑业                            | 19.0                              | 17.7                              | -1.3                              |
| 第三产业                          | 50.9                              | 51.7                              | 0.8                               |
| 其中：批发和零售业                | 12.1                              | 12.5                              | 0.4                               |
| 交通运输仓储和邮政业              | 6.9                               | 6.8                               | -0.1                              |
| 住宿餐饮业                        | 6.4                               | 6.1                               | -0.3                              |
| 居民服务修理和其他服务业          | 11.8                              | 11.9                              | 0.1                               |

## 農民工职业技能轉型計畫
2015年後多省開始執行農民工职业技能轉型，預判未來社會經濟發展中傳統農民沒有任何技能只需體力勞動就能上工的賺錢機會將持續減少，這是社會發展的必然性，同時科技發展也日漸自動化取代簡易勞力。
- 培训补贴

省各级公共就业人才服务机构办理求职、失业、就业等实名制登记的城乡劳动者能領取，对获得考取《国家职业资格证书》的给予就业技能培训补贴，以福建2019年為例标准如下：初级工（五级）每人700元；中级工（四级）每人1000元；高级工（三级）每人1500元；技师（二级）每人2000元；高技技师（一级）每人3000元。对获得培训畢業证书或专项职业能力证书的给予就业技能培训补贴，具体标准为每人500元。另参加有资质的教育培训机构组织的创业培训班并取得畢業证的，给予创业培训补贴，补贴标准1200元。
- 失业保险培训加補

累计缴纳失业保险费12个月及以上者，考取上述《国家职业资格证书》後可再加領失业保险基金撥發的補帖，基本為上述同額左右，等於增加一倍金額可領。
- 企业內培训补贴

農民工与企业签订1年以上期限劳动合同、并于签订劳动合同之日起1年内参加由企业依托培训机构或政府认定的培训机构开展岗位技能培训的，在取得职业资格证书后给予企业补贴。企业單位通過各省勞動保障部門的“直补管理信息系统”申報。
- 职业技能鉴定补贴

本身已有技能不須培訓者直接參與职业技能鉴定後，取得职业资格证书可領取150元的鑑定費補貼。
- 农民工“求学圆梦行动”学历提升專項

某些省分對於農民工身分者開放當地国家开放大学轄下省級广播电视大学开放教育專項，通過函授和電視方式提升學歷。
- 特种作业人员操作资格认定

輔導考取《中华人民共和国特种作业操作证》由各省發放優惠專案。
- 电子商务人才培训

各地电子商务实训基地(人才孵化中心)加強農民工補貼輔導，加速其掌握電子商務相關技能獲取網路商機脫貧。

## 外部連結
- 人力资源和社会保障部 - 農民工求助專網 （页面存档备份，存于）
- 人力资源和社会保障部 - 農民工社会保障卡釋疑 （页面存档备份，存于）

## 相關影視作品
- 外來妹